# Return to Forever (album Scorpions)
Return to Forever – dziewiętnasty album studyjny niemieckiej grupy Scorpions. Został wydany w Europie 20 lutego 2015 roku nakładem wytwórni Sony Music.

## Geneza
W 2011 roku Scorpions zaczęli przeszukiwać w ich archiwach niepublikowane utwory. To były te piosenki, które nie weszły na album, głównie z powodu ograniczonego miejsca na płyty winylowe. Gitarzysta Rudolf Schenker wyjaśnił: "mamy bibliotekę w naszych zbiorach, gdzie mamy dużo starych piosenek, zwłaszcza z czasów kiedy mieliśmy możliwość wydania ośmiu lub dziewięciu utworów na winylu. Zawsze rejestrowane 13 lub 14 piosenek, więc (pozostałe) wiszą gdzieś w zbiorach". W okresie między styczniem i marcem 2012 r., zespół pracuje w studio z producentami, A " Nord Anderson i Martin Hansen nad 12 niepublikowanymi utworami z lat 80. i początku lat 90. Były to dema z Blackout, Love at the First String, Savage Amusement i Crazy World. Muzycy grupy dodali nowe brzmienia do tych starych nagrań, przepisali teksty, aby ich brzmienie stało się bardziej nowoczesne. Matthias Jabs wyjaśnił: "robimy to tak, jak  nagrywamy albumy dzisiaj, ale podstawowe idee, riffy, czucie, zostały napisane i są rozmieszczone, staramy się Zachować jak najwięcej ze starych wpisów, jak to możliwe. Trzydzieści lat później nikt by wymyślił tych pomysłów wymyśliliśmy je gdy byliśmy młodsi, dlatego chcemy zapisać tamtego ducha"

## Lista utworów
1. „Going Out with a Bang” – 3:14
2. „We Built This House” – 3:54
3. „Rock My Car” – 3:21
4. „House of Cards” – 5:06
5. „All for One” – 2:58
6. „Rock 'n' Roll Band” – 3:55
7. „Catch Your Luck and Play” – 3:33
8. „Rollin' Home” – 4:04
9. „Hard Rockin' the Place” – 4:07
10. „Eye of the Storm” – 4:28
11. „The Scratch” – 3:42
12. „Gypsy Life” – 4:52

## Twórcy
| Scorpions w składzie - Klaus Meine – wokal - Rudolf Schenker – gitara, wokal wspierający - Matthias Jabs – gitara - Paweł Mąciwoda – gitara basowa - James Kottak – perkusja, wokal wspierający | Personel - Mikael Nord Andersson – producent, realizacja nagrań, miksowanie - Martin Hansen – producent, realizacja nagrań, miksowanie - Mats „Limpan” Lindfors – mastering - Hans-Martin Buff – inżynier dźwięku, edycja - Tim Eckhorst – projekt okładki - Petra Hirschfeld – projekt graficzny - Isabel Pyc – projekt graficzny - Oliver Rath – zdjęcia |